# 奇管肩魚
奇管肩魚，為管肩魚科的其中一種，為深海魚類，分布於波斯灣及孟加拉灣海域，深度915公尺，體長可達12公分，棲息在中層水域，生活習性不明。